# Columbus Circle
O Columbus Circle é um bairro e uma rotatória na cidade de Nova Iorque próxima ao Central Park batizada em homenagem ao navegador europeu Cristóvão Colombo. É considerada a praça mais visitada de Manhattan depois da Times Square[carece de fontes?]. Foi construída em 1905 e renovada no século seguinte, é a interseção da Broadway com Central Park West, Central Park South (59th Street) e Eighth Avenue no sudoeste do Central Park.
A rotatória foi primeiramente desenhada por William P. Eno, um empresário pioneiro nas inovações do sistema de transportes.

## Galeria

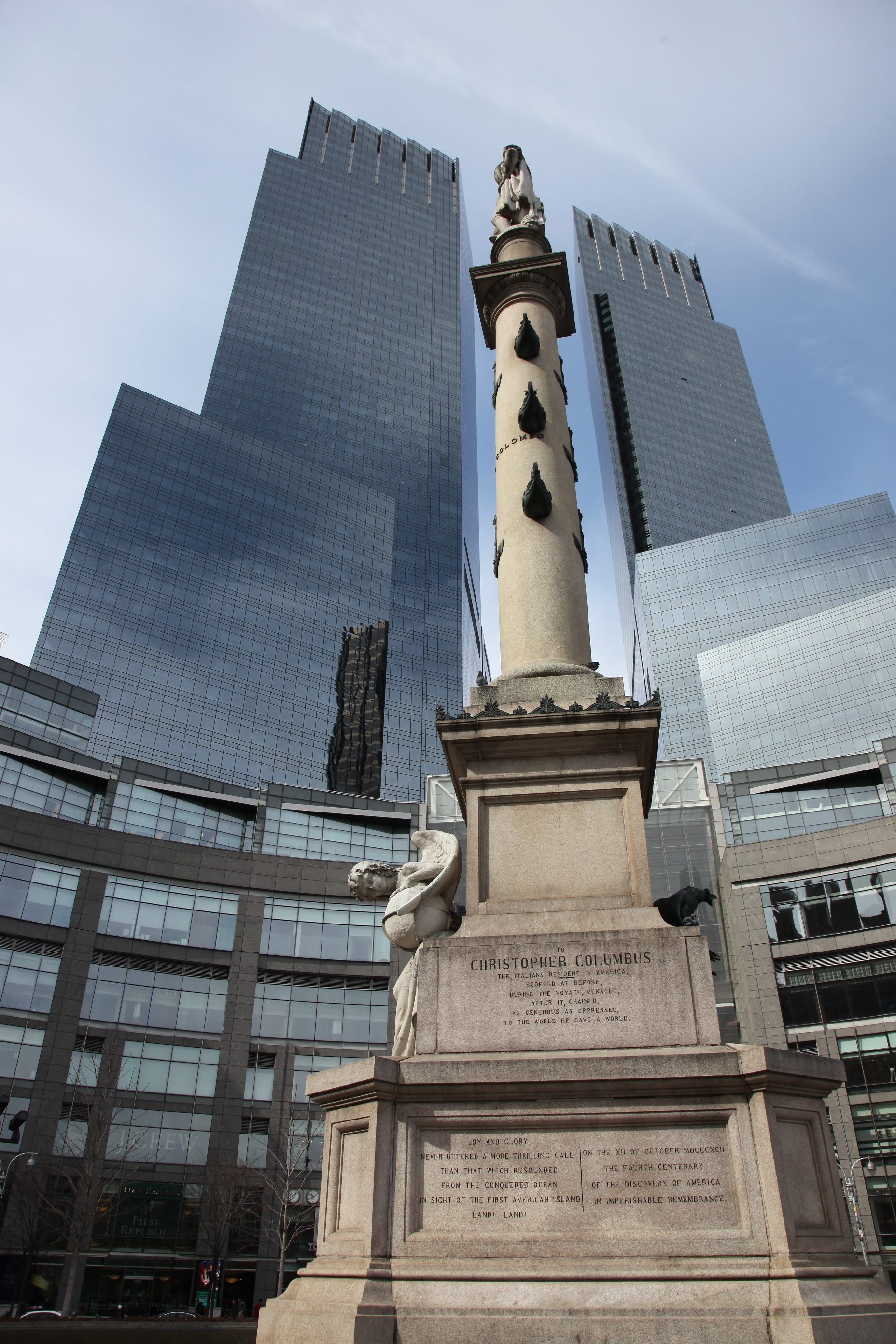
Columbus Circle e o Time Warner Center ao fundo.